# Coelorinchus smithi
Coelorinchus smithi es una especie de pez de la familia Macrouridae en el orden de los Gadiformes.

## Morfología
• Los machos pueden llegar alcanzar los 32 cm de longitud total.

## Hábitat
Es un pez bentopelágico y marino de aguas  subtropicales que vive hasta 545 m de profundidad.

## Distribución geográfica
Se encuentra en el Pacífico occidental.